# Чемпионат мира по международным шашкам среди мужчин 1998 (матч)
Матч за звание чемпиона мира по международным шашкам 1998 года проводился с 21 августа по 9 сентября между действующим чемпионом мира международным гроссмейстером Алексеем Чижовым (Россия) и победителем турнира претендентов, проходившим в декабре 1997 года в Стадсканале (Нидерланды), международным гроссмейстером Александром Шварцманом. Матч проходил в Ижевске (Россия) и состоял из 3 сетов по 5 партий. По регламенту, каждый сет должен был закончиться победой одного из участников, в случае ничьей игрался тай-брейк. Победителем становился спортсмен выигравший большее количество сетов.
Партии 1-го сета были сыграны с 21 по 25 августа. Алексей Чижов выиграл вторую партию, а Александр Шварцман – третью, так что сет закончился со счётом 5–5. Затем Алексей Чижов выиграл тай-брейк, победив в пятой партии, и повёл в матче 1–0.
Партии второго сета были сыграны с 28 августа по 1 сентября. Все игры завершились вничью. На тай-брейке 2 сентября было сыграно 6 игр с укороченным контролем времени, все из которых завершились вничью. 3 сентября Шварцман выиграл третью партию с укороченным контролем времени и, таким образом, выиграл сет и сравнял счёт в матче 1–1.
Партии третьего сета были сыграны с 5 по 9 сентября. Шварцман выиграл 2-ю партию, а остальные партии сета завершились вничью. Победив в 3-м сете, Александр Шварцман победил в матче и завоевал свой первый титул чемпиона мира.

## Результаты

### Сет 1
| Место | Страна | Имя                | Звание | Рейтинг | 1 | 2 | 3 | 4 | 5 | Очки |
| ----- | ------ | ------------------ | ------ | ------- | - | - | - | - | - | ---- |
| 1     | Россия | Александр Шварцман | GMI    | 2458    | 1 | 0 | 2 | 1 | 1 | 5    |
|       | Россия | Алексей Чижов      | GMI    | 2443    | 1 | 2 | 0 | 1 | 1 | 5    |

### Тай-брейк сета 1
| Место | Страна | Имя                | Звание | Рейтинг | 1 | 2 | 3 | 4 | 5 | Очки |
| ----- | ------ | ------------------ | ------ | ------- | - | - | - | - | - | ---- |
| 1     | Россия | Алексей Чижов      | GMI    | 2443    | 1 | 1 | 1 | 1 | 2 | 6    |
| 2     | Россия | Александр Шварцман | GMI    | 2458    | 1 | 1 | 1 | 1 | 0 | 4    |

### Сет 2
| Место | Страна | Имя                | Звание | Рейтинг | 1 | 2 | 3 | 4 | 5 | Очки |
| ----- | ------ | ------------------ | ------ | ------- | - | - | - | - | - | ---- |
| 1     | Россия | Александр Шварцман | GMI    | 2458    | 1 | 1 | 1 | 1 | 1 | 5    |
|       | Россия | Алексей Чижов      | GMI    | 2443    | 1 | 1 | 1 | 1 | 1 | 5    |

### Тай-брейк сета 2
| Место | Страна | Имя                | Звание | Рейтинг | 1 | 2 | 3 | 4 | 5 | 6 | 7 | 8 | 9 | Очки |
| ----- | ------ | ------------------ | ------ | ------- | - | - | - | - | - | - | - | - | - | ---- |
| 1     | Россия | Александр Шварцман | GMI    | 2458    | 1 | 1 | 1 | 1 | 1 | 1 | 1 | 1 | 2 | 10   |
| 2     | Россия | Алексей Чижов      | GMI    | 2443    | 1 | 1 | 1 | 1 | 1 | 1 | 1 | 1 | 0 | 8    |

### Сет 3
| Место | Страна | Имя                | Звание | Рейтинг | 1 | 2 | 3 | 4 | 5 | Очки |
| ----- | ------ | ------------------ | ------ | ------- | - | - | - | - | - | ---- |
| 1     | Россия | Александр Шварцман | GMI    | 2458    | 1 | 2 | 1 | 1 | 1 | 6    |
| 2     | Россия | Алексей Чижов      | GMI    | 2443    | 1 | 0 | 1 | 1 | 1 | 4    |